# Coen Moulijn
Coen Moulijn (Rotterdam, 1937. február 15. – Rotterdam, 2011. január 4.) válogatott holland labdarúgó, csatár.

## Pályafutása

### Klubcsapatban
1954–55-ben a Xerxes, 1955 és 1972 között a Feyenoord labdarúgója volt. A Feyenoorddal öt bajnoki címet és két holland kupa-győzelmet nyert. Tagja volt az 1969–70-es idényben BEK-győztes együttesnek.

### A válogatottban
1956 és 1969 között 38 alkalommal szerepelt a holland válogatottban és négy gólt szerzett.

## Sikerei, díjai
Feyenoord
- Holland bajnokság
  - bajnok (5): 1960–61, 1961–62, 1964–65, 1968–69, 1970–71
- Holland kupa
  - győztes (2): 1965, 1969
- Bajnokcsapatok Európa-kupája
  - győztes: 1969–70
- Interkontinentális kupa
  - győztes: 1970